# Nousera furcifer
Nousera furcifer är en insektsart som först beskrevs av Herman Willem van der Weele 1909.  
Nousera furcifer ingår i släktet Nousera och familjen fjärilsländor. Inga underarter finns listade i Catalogue of Life.